# Александар Таманијан
Александар Таманијан (јерм. Ալեքսանդր Թամանյան; Јекатеринодар, 3. април 1878 — Јереван, 20. фебруар 1936) био је јерменски неокласични архитекта, познат по свом раду у Јеревану, главном граду Јерменије.

## Биографија
Таманијан је рођен у Јекатеринодару (данас Краснодар) 1878. године у породици банкара. Дипломирао је на Академији уметности у Санкт Петербургу 1904. године. Његови радови приказују сензитивне и уметничке неокласичне трендове популарне тих година. Неки од његових раних радова укључују палату В. П. Кочубеија у Царском Селу (1911—1912), кућу принца С. А. Шербатова на булевару Новински у Москви (1911—1912), стамбену зграду за раднике сеоске железнице и санаторијум у станици Прозоровска (данас Кратово) код Москве (1913—1923), централну радионицу казанске пруге у Љуберцима (1916).
Александар је постао академски архитекта 1914. године, а 1917. године је био изабран за потпредседника Академије уметности. Године 1923. се преселио у Јереван како би руководио новим грађевинским радовима у републици. Био је главни инжењер локалног Савета народних комесара, спонзорисао је грађевинску индустрију, дизајнирао изглед великог броја градова и села, укључујући Лењинакан (данас Гјумри; 1925), Степанакерт (1926), Нор-Бајазет (данас Гавар; 1927), Ата-апара (1927), Ечмијаздин (1927—1928) и друге. Таманијан је креирао први општи план модерног Јеревана који је био одобрен 1924. године. Његов стил је био инструмент у трансформацији онога што је у суштини мали покрајински град у модерну јерменску престоницу и главни индустријски и културни центар. Неокласицизам је доминирао његовим дизајном, али је Таманијан такође имплементирао и национални укус (црвена седра, традиционалне декоративне резбарије у камену и друго). Међу најпознатијим грађевинама које је дизајнирао у Јеревану су хидроелектрана (1926), Јерменско академско оперско и балетско позориште А. Спендиарјан (1926—1953), Трг републике (1926—1941) и многе друге. Такође је играо главну улогу у развоју пројеката рестаурације историјских знаменитости у земљи, пошто је био на челу Комитета за заштиту историјских споменика у Јерменији.
Био је ожењен Камилом Едвардс, чланом породице Беноа. Њихови синови Геворг и Јулиус Таманијан постали су такође запажени архитекти и наставили рад свог оца.
Таманијан је умро 20. фебруара 1936. године у Јеревану и сахрањен је на Комитас пантеону, који је смештен у центру Јеревана.

## Галерија
- Статуа Александра Таманијана на Јереванским каскадама
- Музејски институт по Александру Таманијану, Јереван
- Јереванска опера
- Владин дом на Тргу републике
- Државни медицински универзитет
- Државни инжењерски универзитет
- План насеља Нубарашен у Јерменији по плану архитекте Александра Таманијана (1926)